# Linnaemya sarcophagoides
Linnaemya sarcophagoides är en tvåvingeart som beskrevs av Cantrell 1985. Linnaemya sarcophagoides ingår i släktet Linnaemya och familjen parasitflugor. Inga underarter finns listade i Catalogue of Life.